# Morcourt (Aisne)
Morcourt település Franciaországban, Aisne megyében. Lakosainak száma 545 fő (2022. január 1.). Morcourt Homblières, Lesdins, Omissy, Remaucourt, Rouvroy, Saint-Quentin és Étinehem-Méricourt községekkel határos.

## Népesség
A település népességének változása:
| Lakosok száma | 398  | 562  | 580  | 563  | 602  | 593  | 574  | 577  | 566  | 545  |
|               | 1968 | 1982 | 1990 | 2006 | 2011 | 2016 | 2017 | 2019 | 2020 | 2022 |